# Протопопов, Николай Николаевич
Николай Николаевич Протопопов (14 мая 1904, Одесса — 2 июля 1969, Новосибирск) — советский учёный, кандидат географических наук, основатель и первый ректор Новосибирского института советской кооперативной торговли (1956—1969).

## Биография
Родился 14 мая 1904 года в Одессе. Учился в Государственном дальневосточном университете, который окончил в 1930 году.
Создал научное направление — экономическая география Сибири. Автор работы «Новосибирская область. Экономико-географическая характеристика», изданной в 1955 году Новосибирским книжным издательством.
С 1956 по 1969 год занимал должность ректора Новосибирского института советской кооперативной торговли.
Умер 2 июля 1969 года в Новосибирске. Похоронен на Заельцовском кладбище (квартал 69).

## Память
С 1990 года лучшим студентам Сибирского университета потребительской кооперации присуждается стипендия имени Протопопова.

## Награды
Орден Трудового Красного Знамени, медали.